# Giovanni Bindi
Giovanni Bindi, noto anche come Porporino (... – Dresda, 1750) è stato un cantante castrato italiano.

## Biografia
Giovanni Bindi fu uno dei quattro castrati la cui educazione musicale fu voluta e finanziata dall'elettore palatino Augusto II di Polonia. Bindi studiò a Bologna e Venezia sotto la supervisione di Antonio Campioli e Nicola Porpora. Fu proprio nelle opere di Porpora che Bindi fece il suo debutto sulle scene di Roma, cantando i ruoli en travesti di Oronta in Mitridate e Ismene in Siface nel 1730.
Nello stesso anno si trasferì a Dresda per cantare all'opera di corte, diventando acclamato interprete dell'opera di Johann Adolph Hasse. Molto apprezzato come secundo uomo, Bindi cantò in molte delle opere e oratori di Hasse, interpretando i ruoli di Volusio in Caio Fabrizio (1734), Timotele in Senocrita (1737), Ceneo in Atlanta (1737), Amore in Asteria (1737), Annio ne La clemenza di Tito (1738), Eudossa in Irene (1738), Fernando in Alfonso (1738), Mitrane in Demetrio (1740), Silvio in Numa (1741), Megabise in Artaserse (1741), Cominio in Lucio Papirio (1741), Araspe in Didone abbandonata (1742), Alessandro in Antigono (1744), Sibari in Semiramide riconosciuta (a Napoli nel 1744 e Dresda nel 1747), Damagete ne La spartana generosa (1748) e Cherinto in Demofoonte (1748).
Molto apprezzato per il bell'aspetto e il virtuosismo canoro, Bindi trovò apprezzamenti presso figure di spicco, tra cui Federico il Grande, che scrisse a Francesco Algarotti nel 1742  chiedendogli di provare a scritturare il castrato a Berlino. Quasi dieci anni prima lo stesso Handel aveva provato senza successo ad ingaggiare Bindi per la sua stagione londinese, ma la corte sassone declinò l'invito. Dopo la sua morte nel 1750 Giuseppe Belli prese il suo posto da secundo uomo a Dresda.